# 亦庄同仁站
亦庄同仁站是一个位于中国北京市大兴区荣华街道荣昌西街、地泽路与景园北街交叉口，属于北京地铁亦庄有轨电车T1线的有轨电车站。本站以临近的首都医科大学附属北京同仁医院亦庄院区命名。

## 结构
| 地面 |                                | █ 亦庄T1线往屈庄（鹿圈东） |
| 地面 | 岛式站台，左側開门             |                            |
| 地面 | █ 亦庄T1线往定海园（荣昌东街） |                            |